# Équipe de la Martinique de football en 2008
L'équipe de Martinique a joué en 2008 la Coupe de l'Outre-Mer 2008 en Île-de-France et les qualifications de la Coupe caribéenne des nations 2008.

## Les matchs
| Date              | Lieu                                  | Adversaire                      | Compétition                       | Résultat            | buteurs                                                                                             |
| ----------------- | ------------------------------------- | ------------------------------- | --------------------------------- | ------------------- | --------------------------------------------------------------------------------------------------- |
| 30 janvier 2008   | Stade Louis-Achille, Fort-de-France   | Canada                          | Amical                            | 0-1 D               | : Dwayne De Rosario                                                                                 |
| 6 septembre 2008  | Stade Louis-Achille, Fort-de-France   | Guyane                          | Amical                            | 2-1 V               | : Kévin Joseph-Louis (20e, 35e) : Mickaël Careme (80e pen)                                          |
| 15 septembre 2008 | Stade Louis-Achille, Fort-de-France   | Saint-Vincent-et-les-Grenadines | Digicel Cup                       | 3-0 V               | : Roy Richards (3e csc), Patrick Percin (46e), Winslow McDowall (47e csc)                           |
| 19 septembre 2008 | Stade Louis-Achille, Fort-de-France   | Anguilla                        | Digicel Cup                       | 3-1 V               | : Patrick Percin (19e), Kévin Saint-Louis-Augustin (37e), Xavier Bullet (51e) : Kapil Battice (83e) |
| 24 septembre 2008 | Stade Marville, La Courneuve          | Guadeloupe                      | Coupe de l'Outre-Mer              | 1-0 V               | : Patrick Percin (46e)                                                                              |
| 27 septembre 2008 | Stade municipal, Melun                | Tahiti                          | Coupe de l'Outre-Mer              | 1-0 V               | : Kévin Saint-Louis-Augustin (12e)                                                                  |
| 30 septembre 2008 | Stade Léo-Lagrange, Poissy            | Nouvelle-Calédonie              | Coupe de l'Outre-Mer              | 1 - 1 (3 t.a.b 4) V | : Kévin Saint-Louis-Augustin (49e) : César Lolohea (48e)                                            |
| 4 octobre 2008    | Stade Dominique-Duvauchelle, Créteil  | La Réunion                      | Finale de la Coupe de l'Outre-Mer | 0-1 D               | : Mamoudou Diallo (47e)                                                                             |
| 11 octobre 2008   | Stade René Serge Nabajoth, Les Abymes | Grenade                         | Digicel Cup                       | 2-2 N               | : Éric Sabin (32e et 53e) : Shane Rennie (15e et 42e)                                               |
| 13 octobre 2008   | Stade René Serge Nabajoth, Les Abymes | Îles Caïmans                    | Digicel Cup                       | 0-1 V               | : Éric Sabin (32e)                                                                                  |
| 15 octobre 2008   | Stade René Serge Nabajoth, Les Abymes | Guadeloupe                      | Digicel Cup                       | 3-1 D               | : Loïc Loval (40e), Mickaël Antoine-Curier (47e), Ludovic Gotin (88e) : Éric Sabin (18e)            |